# Крекінг-установка Фріпорт (LHC-7)
Крекінг установка Фріпорт (LHC-7) – підприємство нафтохімічної промисловості, яке належить концерну Dow Chemical.
Установка розміщена на великому промисловому майданчику концерну у Фріпорті (південніше Х’юстону, штат Техас). Введена в експлуатацію у 1973 році, LHC-7 має потужність з виробництва етилену в обсязі 630 тисяч тон на рік.
Особливістю установки є використання сировиною етану та пропану в рівних пропорціях (50/50), що є доволі нетиповим для світової нафтохімії. Зазначені гази можуть доправлятись на майданчик з розташованого неподалік фракціонатору по трубопроводу Purity Ethane and Propane Pipelines або із підземного сховища Страттон-Рідж, куди вони потрапляють із заходу Техасу через систему Seminole NGL.
Можливо також відзначити, що дещо пізніше на тому ж майданчику у Фріпорті спорудили крекінг-установку LHC-8, орієнтовану на використання газового бензину (naphta). А у другій половині 2010-х, як наслідок "сланцевої революції", звели крекінг-установку LHC-9, сировиною для якої є етан.
В 2008 році LHC-7 довелось зупинити через часткову руйнацію охолоджувальної башти. Завдяки спорудженню тимчасової башти роботу вдалось відновити вже за два місяці, проте будівництво постійних потужностей того ж призначення зайняло понад півроку.